# Euphranta sabahensis
Euphranta sabahensis är en tvåvingeart som beskrevs av Albany Hancock och Drew 2004. Euphranta sabahensis ingår i släktet Euphranta och familjen borrflugor. Inga underarter finns listade i Catalogue of Life.